# Polikarpov
Polikarpov (en russe : ОКБ Поликарпов) est un bureau d'études aéronautique (OKB) soviétique. Le préfixe du bureau d'études est le Po. Après la mort de son fondateur Nikolaï Polikarpov en 1944, il est absorbé par Lavotchkine. Certains des ingénieurs migrent vers l'OKB Mikoyan-Gourevitch, et les usines deviennent propriété de Soukhoï. sous le nom de OKB-115.

## Avions conçus par Polikarpov

### Bombardiers
- TB-2, 1930, Prototype de bombardier biplan bimoteur
- SPB (D), développé à partir du VIT-2, 1940, Bombardier en piqué bimoteur
- NB (T), 1944, Prototype de bombardier moyen

### Chasseurs
- I-1 (IL-400), 1923 Prototype de chasseur monoplan
- DI-1 (2I-N1), 1926 Prototype de chasseur biplan biplace
- I-3, 1928 Chasseur biplan
- DI-2, 1929 Chasseur Biplace biplan développé à partir du I-3
- I-6, 1930 Prototype de chasseur biplan
- I-5, 1930 Chasseur biplan
- I-13/ANT-32, 1931 Projet de chasseur
- I-15 Chaika, 1933 Chasseur biplan
- I-16, 1933 Chasseur
- I-15-2/I-152 (I-15bis),  Prototype version modernisée du I-15, 1938
- I-15-3/I-153 Chaika
- I-17, 1934 Prototype de chasseur
- I-180, développé à partir du I-16, 1938 Prototype de chasseur
- I-185, développé à partir du I-180, 1941 Prototype de chasseur
- I-190, Prototype de chasseur biplan  développé à partir du I-153, 1939
- I-200 (MiG-1) Chasseur
- TIS (MA), 1941 Prototype de chasseur lourd bimoteur
- ITP (M), 1942 Prototype de chasseur lourd
- Malyutka, Chasseur-fusée abandonné incomplet à la mort de Polikarpov

### Attaque au sol
- VIT-1, 1937 Prototype d'avion d'attaque bimoteur
- VIT-2, 1938 Développement du VIT-1
- Ivanov, 1938 Prototype d'avion d'attaque au sol

### Reconnaissance
- R-1 Copie non autorisée du bombardier britannique Airco DH.9A.
- Version hydravion du R-1 MR-1 avec flotteurs en bois. 124 exemplaires construits.
- MR-2 (PM-2) version hydravion du R-1 avec flotteurs métalliques Munzel. 1 exemplaire construit.
- R-2 avion de reconnaissance biplan basé sur le R-1.
- R-4 avion de reconnaissance biplan (développement du R-1, non produit).
- R-5 avion de reconnaissance biplan, 1928.
- SSS bombardier léger développé à partir du R-5. * R-Z bombardier léger de reconnaissance, développé à partir du R-5, 1935.

### Avions de ligne/transport
- PM-1 (P-2) avion de ligne biplan
- P-5 version de transport léger du R-5
- PR-5 avion de ligne développé à partir du R-5
- PR-12 avion de ligne monoplan développé à partir du PR-5, 1938
- P-Z variante commerciale du R-Z
- BDP (S) planeur de transport
- MP version motorisée du BDP
- Limozin Avion de transport léger, abandonné incomplet à la mort de Polikarpov

### Avions d'entraînement
- Po-2/U-2 « Mule », 1928, Biplan polyvalent
- P-2, 1927, Biplan d'entraînement